# バージンバケーション/ボクのナンパマニュアル教えます
『バージンバケーション/ボクのナンパマニュアル教えます』（原題：Fraternity Vacation）は、1985年公開のアメリカ合衆国のセックス・コメディ青春映画。
アイオワ州立大学のフラタニティ「Theta Pi Gamma」で誓いを立てた童貞として、スティーブン・ジェフリーズが主演し、フラタニティ仲間（ライバルフラタニティからは「Theta Pigs」と呼ばれているTheta Pi Gamma frat boys）としてティム・ロビンスとキャメロン・ダイが出演した。
カリフォルニア州パームスプリングスで春休みを過ごす数人の少年たちが、シェリー・J・ウィルソンが演じる洗練された女子学生の愛情を求めて競い合う。

## あらすじ
パームスプリングスでの週末、童貞の誓いを立てたにもかかわらず、2人の男子学生がプールサイドのブロンド美女をめぐって争うことになる。

## キャスト
- Wendell Tvedt - スティーブン・ジェフリーズ（英語版）
- アシュレイ・テイラー - シェリー・J・ウィルソン（英語版）
- Joe Gillespie - キャメロン・ダイ（英語版）
- Charles 'Chas' Lawlor III - リー・マクロスキー（英語版）
- Larry 'Mother' Tucker - ティム・ロビンス
- J.C. Springer - マット・マッコイ
- Nicole Ferret - アマンダ・ビアース（英語版）
- Chief Ferret - ジョン・ヴァーノン
- Mrs. Ferret - ニタ・タルボット（英語版）
- Chrissie - バーバラ・クランプトン
- Marianne - キャスリーン・キンモント
- Millard Tvedt - マックス・ライト
- Naomi Tvedt - ジュリー・ペイン
- ハリー - フランクリン・アジェイ（英語版）
- 'Madman' Mac - チャールズ・ロケット
- Eyvette - ブリット・エクランド

## 評価
この映画は、興行的に大きな成功を収めたとは言えず、300万ドル強の興行収入にとどまっただけであった。この映画に対する批評家の評価も、圧倒的に不評で、映画評論家のロジャー・イーバートは、この映画に4点満点中1点の評価を下した。
誤解しないように。私はお馬鹿なセックス・コメディに反対しているわけではない。私が反対するのは、『Fraternity Vacation』が半分のデッキ（男性のデッキ）でプレイしているという事実だけだ。男性がキャラクターで、女性はオブジェクトという状況に。
ジーン・シスケルは、この映画を星0とし、「またしても頭の悪い大学セックス・コメディで、救いがひとつもない映画だ」と評した。また、ニューヨーク・タイムズ紙のジャネット・マスリンは、「素材は面白いというより軽蔑を含んだにやにや笑いで、キャストも特に好感が持てない」と書いている。バラエティ誌は、「荒唐無稽でもなく、耐えられないほど面白いわけでもないが、それでも、この映画は、10代の一途な登場人物たちが、犬がお互いを確認しあうように繊細に異性を追い求める様子を、終始明るく描いている」と評価している。ロサンゼルス・タイムズ紙のMichael Wilmingtonは、この映画には「明るいキャスト」と「巧みに機敏な演出」があるが、「驚きとアイデア、そしてしばしばキャラクターが欠けている」脚本そのものに負けたと評した。The Tech紙（MIT）の批評では、この映画はそのジャンルにおける悪い例であり、「よほどこの種の映画の気分でなければ見る価値がない」と書かれた。